# Melody Beattie
Melody Beattie, eigentlich Melody Lynn Vaillancourt (* 26. Mai 1948 in St. Paul, Minnesota; † 27. Februar 2025 in Los Feliz, Los Angeles) war eine US-amerikanische Schriftstellerin, die vor allem durch das Buch Die Sucht gebraucht zu werden (Originaltitel: Codependent No More, 1987) und ihren Einfluss innerhalb der Zwölf-Schritte-Bewegung bekannt geworden ist. Ihr Selbsthilfebuch verkaufte sich über acht Millionen Mal und prägte den Begriff der Co-Abhängigkeit.

## Leben
Melody Beattie war französischer Abstammung. Ihr Vater, ein Feuerwehrmann, verließ ihre Mutter als Beattie drei Jahre alt war. Sie wurde von ihrer Mutter, die als Telefonistin arbeitete, alleine aufgezogen. Im Alter von vier Jahren wurde sie von einem Fremden entführt, jedoch am gleichen Tag wieder befreit. In ihrer Jugend wurde sie von einem Nachbarn sexuell missbraucht, die Mutter ignorierte dies und leugnete die eigenen Missbrauchserfahrungen. Melody schrieb, dass ihre Mutter „eine klassische Co-Abhängige war. Wenn sie eine Migräne hatte, nahm sie kein Aspirin, da sie Medikamente ablehnte. Sie glaubte an das Leiden.“
Mit zwölf begann Beattie zu trinken und wurde schnell alkoholabhängig. Mit 18 war sie drogenabhängig.
Trotzdem schloss sie die Highschool mit Bestnoten ab, arbeitete gleichzeitig als Redakteurin der Schulzeitung und als Rechtsanwaltsgehilfin. Sie heiratete Steven Thurik am 23. November 1970,. Ihre Drogenabhängigkeit führte jedoch zum Ende der Ehe nach drei Jahren und dem Verlust des Sorgerechts für den gemeinsamen Sohn John Steven Thurik.
Danach verdiente sie Geld als Stripperin und nahm flüssiges Kokain. Sie schloss sich der „Minnesota Mafia“ an, eine Gruppe von Drogenabhängigen, die Apotheken überfiel. Nach mehreren Festnahmen ordnete ein Richter 1973 entweder fünf Jahre Gefängnis oder eine Therapie an. In der Klinik angekommen, nahm sie jedoch weiterhin Drogen.
Eine „spirituelle Erfahrung“ auf dem Rasen der Klinik unter dem Einfluss von Cannabis beschreibt sie so: „Die Welt wurde in purpurnes Licht getaucht, alles war verbunden, wie auf einem Gemälde von Monet. Es war keine Halluzination, es war ... ein spirituelles Erwachen. ... Davor hatte ich das Gefühl einen Anspruch auf Drogen zu haben. Ich habe endlich erkannt: Wenn ich nur die halbe Energie darin investiere das Richtige zu tun, die ich bis jetzt dazu genutzt habe das Falsche zu tun, kann ich alles erreichen.“
Dieser Wendepunkt half ihr, ihr Leben wieder in die Hand zu nehmen. Sie blieb mehrere Monate in der Klinik, schaffte den Entzug und wurde trocken.
Sie arbeitete in der Beratung von Drogenabhängigen und deren Angehörigen. Am 19. Dezember 1976 heiratete sie David Anthony Beattie, einen bekannten und respektierten trockenen Alkoholiker und Drogenberater, mit dem sie zwei Kinder hatte, Nicole (* 1977) und Shane (* 1979). Sie schrieb Bücher und Artikel über Drogenabhängigkeit und den Entzug. Als sie herausfand, dass ihr Mann nicht trocken war, sondern weiterhin heimlich Alkohol trank, suchte sie sich Hilfe bei Al-Anon-Gruppen und recherchierte die Ursachen und Heilungsmöglichkeiten für Co-Abhängigkeit. Sie begann sich abzulösen und ließ sich 1986 scheiden: „Als ich ihn gehen ließ, erkannte ich langsam, dass ich nicht den Lebensweg eines anderen Menschen kontrollieren kann.“
Die Alkoholabhängigkeit ihres Mannes ließ Beattie in einer schwierigen finanziellen Lage zurück. Sie entschloss sich, ein Buch über die Co-Abhängigkeit zu schreiben, fand aber zunächst keinen Verlag. Die Hazelden Foundation, welche mehrere Entzugskliniken unterhält, gab ihr schließlich einen Vorschuss von 500 Dollar. Vier Monate lebte sie mit ihren Kindern von Sozialhilfe und schrieb Die Sucht gebraucht zu werden, was ihr einen großen kommerziellen Erfolg verschaffte.
1991 verlor sie ihren Sohn Shane durch einen Skiunfall. Die Trauer löste bei ihr und ihrer Tochter Depressionen aus, die sie jedoch überwinden konnten. Auch diese Erfahrungen verarbeitete Beattie in ihren Büchern.

## Werk
Ähnlich wie William Griffith Wilson und die Anonymen Alkoholiker in den 1930ern verarbeitete Beattie Inhalte aus der psychoanalytischen Theorie (speziell der Objektbeziehungstheorie und den Arbeiten von Heinz Kohut, Wilfrid Bion und Otto F. Kernberg) in leicht verständliche und nutzbare Konzepte. In Die Sucht, gebraucht zu werden arbeitete sie unter anderem die Erkenntnisse des Psychiaters Timmen Cermak, Autor von Diagnosing and Treating Co-Dependence, populärwissenschaftlich auf.
Ihr späteres Werk, Unabhängig sein. Jenseits der Sucht gebraucht zu werden. (Originaltitel: Beyond Codependency: And Getting Better All the Time) befasst sich mit den Ursachen von Co-Abhängigkeit und dem langfristigen Heilungsprozess.
1990 erschien The Language of Letting Go: Meditations on Codependency, welches kleinere Texte über Themen wie Dankbarkeit oder den Umgang mit Stress enthält, die zur täglichen Meditation dienen sollen.
Viele ihrer Bücher wurden auf Deutsch und in andere Sprachen übersetzt.

## Zentrale Aussagen: Rettung, Ablösen, Grenzen
Ein wichtiger Teil von Beatties Definition von Co-Abhängigkeit betrifft die Handlung, jemanden zu „retten“, also die Probleme von anderen für diese zu lösen. Dies erscheine als eine viel hilfsbereitere Handlung als sie eigentlich sei, und sei eine destruktive Art, jemandem zu helfen.
Aufbauend auf der Transaktionsanalyse und besonders dem Dramadreieck von Stephen Karpman stellt sie fest, dass Co-Abhängige alle drei Rollen durchlaufen und vom Retter zum Verfolger sowie schließlich zum Opfer werden.
Das „Ablösen“ sieht Beattie als einen Ausweg. Als Co-Abhängiger solle man sich mit Geist, Gefühlen und Körper von „ungesunden (und oft schmerzhaften) Verstrickungen mit dem Leben und der Verantwortung anderer“ lösen. Sie fordert dazu auf, mit dem „Retten“ aufzuhören und erläutert, dass „das Ablösen ... sich nicht auf die Person bezieht, die uns wichtig ist, sondern auf die Qual der Verstrickung“.
Sich erfolgreich aus schädlichen Verstrickungen zu befreien erfordert das Setzen von Grenzen. Co-Abhängige benötigten Grenzen die „einschränken, was wir anderen antun und was wir für andere tun“. Jede Grenze werde von anderen einige Male in Frage gestellt, um zu sehen, ob man es ernst meint, besonders wenn man „in der Vergangenheit nicht das meinte, was man sagte“.

## Einfluss auf die Zwölf-Schritte-Bewegung
Die Sucht, gebraucht zu werden und Beyond Codependency nimmt viele Inhalte aus dem Zwölf-Schritte-Programm der Al-Anon-Gruppen auf und übersetzt diese in modernere Sprache. Beatties Bücher sorgten vor allem in den USA dafür, dass die Abhängigkeit von einer Person (die selbst unter einer Sucht leidet) zum gesellschaftlichen Thema wurde.
Beatties Frühwerk diente auch als erstes Grundlagenbuch für die neue, schnell wachsende Zwölf-Schritte-Gruppe Anonyme Co-Abhängige (englisch Co-Dependents Anonymous, CoDA). Obwohl CoDA inzwischen ein eigenes, offizielles Grundlagenbuch hat, werden Beatties Texte weiterhin als Literatur in den Selbsthilfegruppen genutzt.

## Kritik
Kritiker werfen Beattie vor, sie entwerfe ein Moralverständnis, das die Rechte anderer wenig berücksichtige. Ihre Methode führe zur „schrittweisen Emanzipation von sozialer Kontrolle“ und zur „Unabhängigkeit von äußeren Einflüssen“. Als Teil eines kulturellen Wandels „von einer Ethik der Selbstaufgabe zu einer Ethik der Selbstverwirklichung“ verlange laut Beattie das Ablösen von Anderen gleichzeitig eine Konzentration auf das Selbst.
Andere beanstanden, dass Frauen immer noch als verantwortlich für das Aufrechterhalten gesunder Beziehungen gesehen würden. Beattie werfe den Frauen das Festhalten ihrer von der Gesellschaft vorgesehenen Rolle vor.
Der Eheberater David Hawkins kritisiert Die Sucht gebraucht zu werden als „eine Art zeitgenössische Version der Stümperhaftigkeit oder Überschwänglichkeit des neunzehnten Jahrhunderts, in der Selbstbetrachtung und sehr allgemeine Beobachtung des sozialen Umfelds genug sind, um weitreichende Schlüsse zu ziehen“ und in der „zwar eine dünne Fassade von Szientismus das Werk durchdringt, es allerdings im Grunde aus Prinzipienreiterei besteht.“

## Filmografie
- 1989: Caring for Ourselves: Hope For Healthy Relationships (DVD, Hazelden, ISBN 978-1-59285-456-1)